# 陆家櫰
陆家櫰（？—？），安徽合肥人，是一名清朝政治人物。
陆家櫰曾于1874年接替王起仁任奉贤县知县一职，1875年由方浚益接任。